# سامبور (سرزمین آلتای)
سامبور (به لاتین: Sambor) یک منطقهٔ مسکونی در روسیه است که در سرزمین آلتای واقع شده‌است.